# Partitiones oratoriae
Le Partitiones oratoriae (Divisione delle parti dell'eloquenza) sono un'opera retorica composta tra il 54 e il 47 a.C. dallo scrittore romano Marco Tullio Cicerone, e pubblicata nel 46 a.C..
L'opera è scritta in forma di dialogo manualistico tra Cicerone e il figlio Marco, che chiede al padre di esporgli i principi basilari dell'arte retorica: la partizione dei tre generi dell'eloquenza (deliberativum, iudiciale, demonstrativum), quella interna alle singole orazioni (exordium, narratio, argumentatio e peroratio) e la suddivisione delle fasi della composizione di un'orazione (inventio, dispositio, elocutio, memoria e actio). Cicerone ribadisce inoltre nell'opera la personale convinzione per cui la figura dell'oratore non possa essere disgiunta da quella del filosofo, confermando la descrizione di un oratore perfetto che possa basare la sua produzione sulla vasta preparazione filosofica.